# Askanisches Gymnasium (Gebäude)

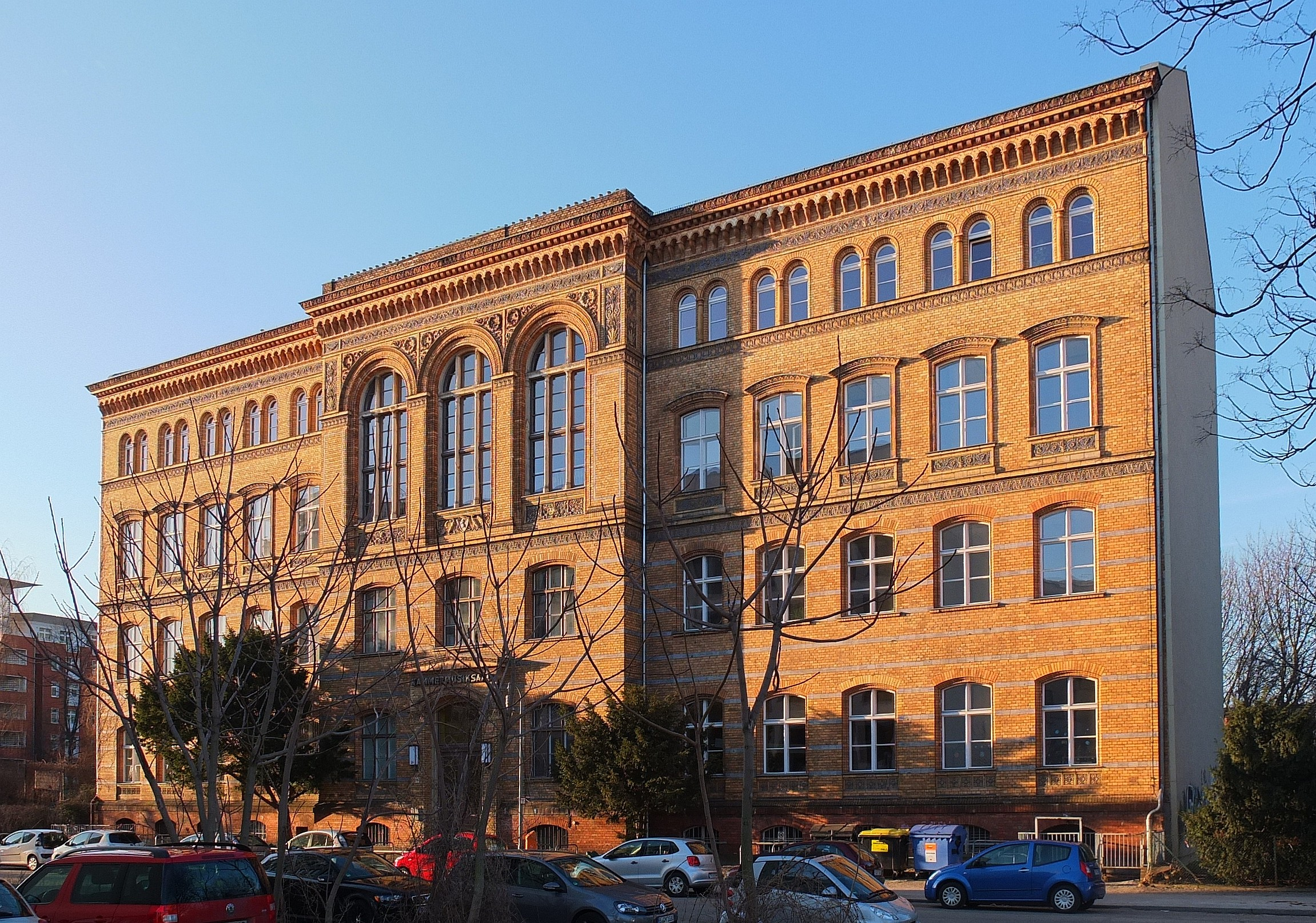
Ehemaliges Gebäude des Askanischen Gymnasiums in Berlin-Kreuzberg

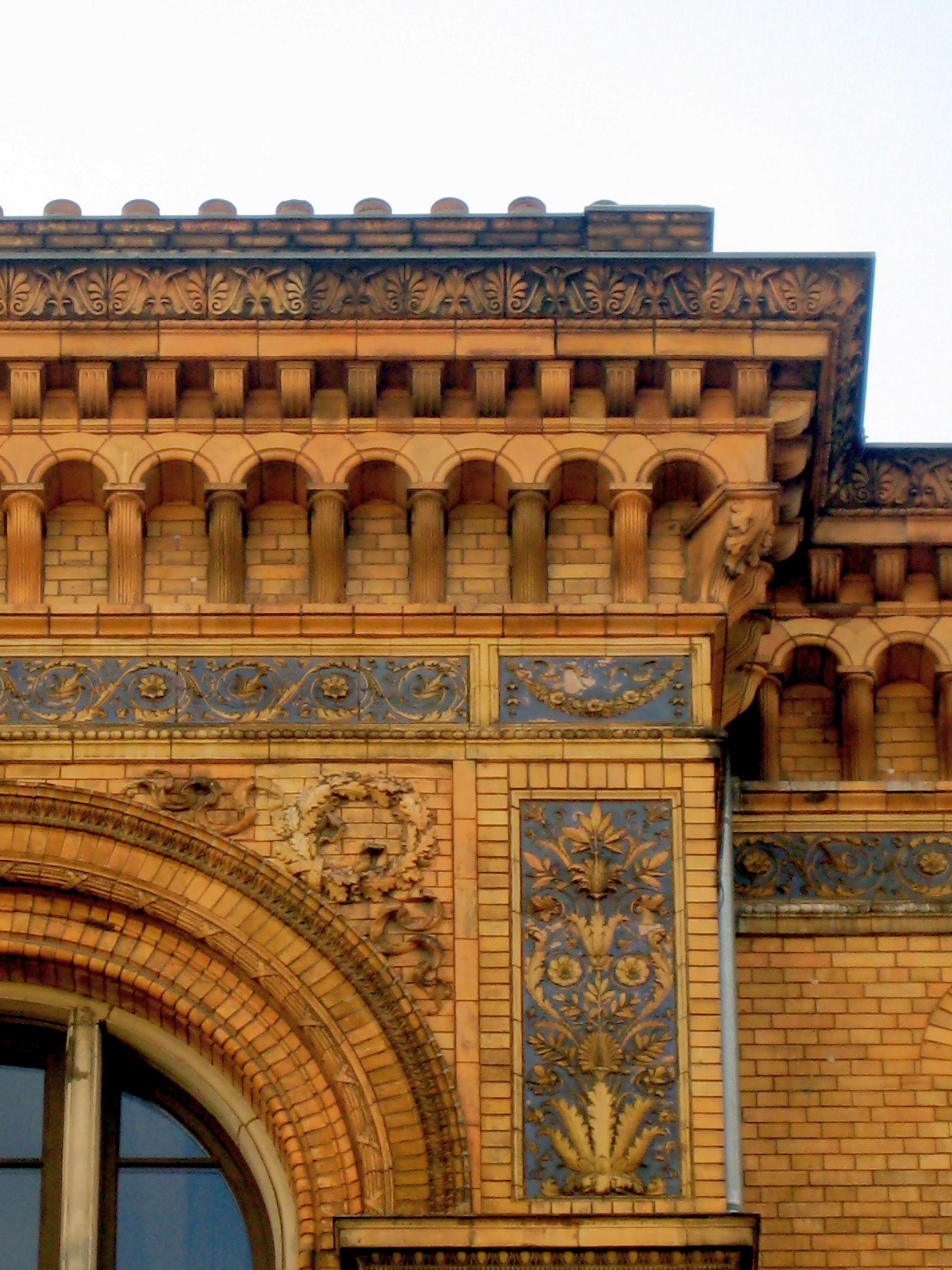
Detail der Fassade

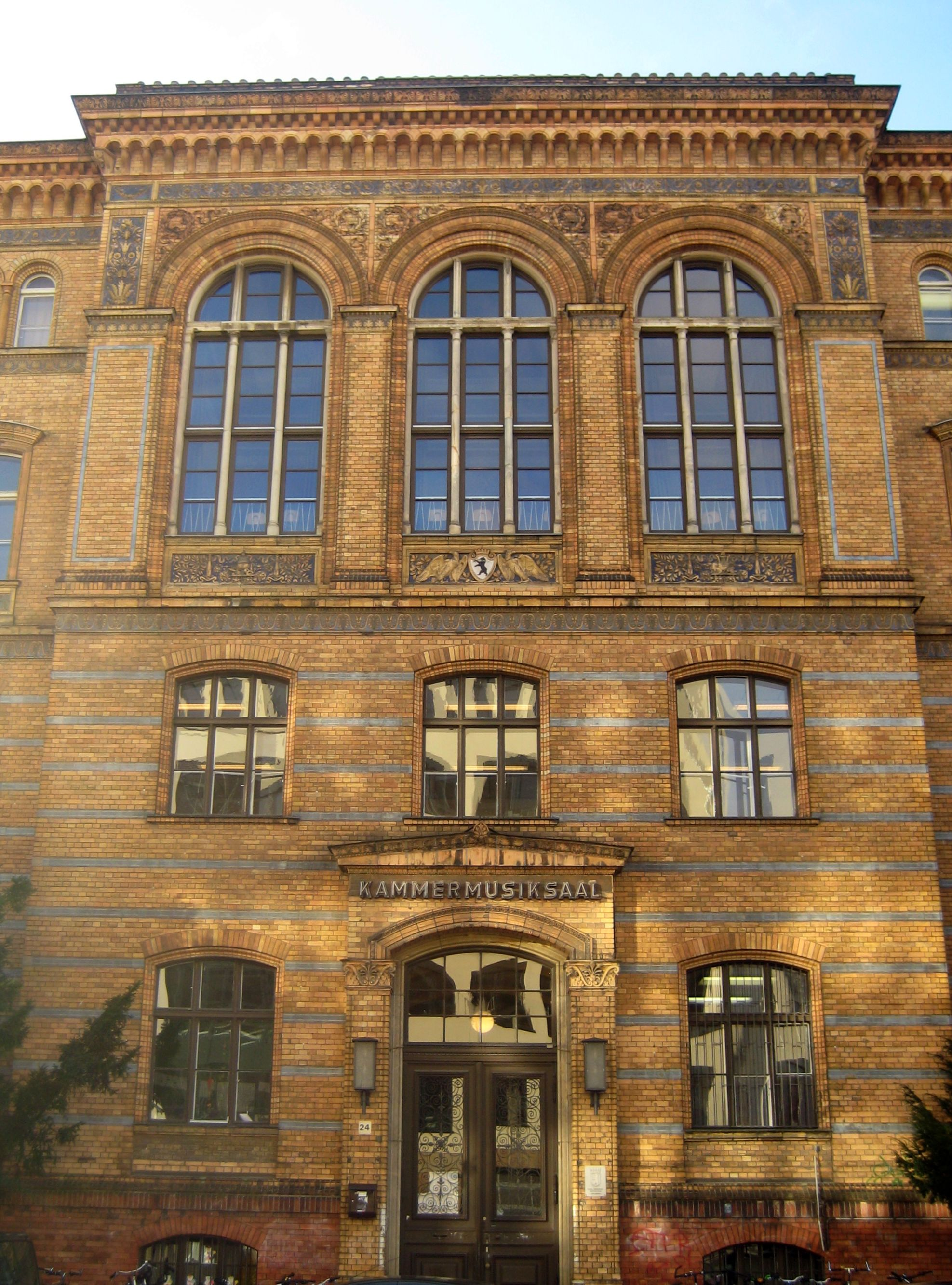
Mittlerer Gebäudeteil mit Schriftzug „Kammermusiksaal“ aus der Nachkriegszeit

Das Askanische Gymnasium ist ein denkmalgeschütztes Gebäude in Berlin-Kreuzberg in der Halleschen Straße 24, 27 und 28. Es wurde 1874 bis 1875 nach Entwürfen der Architekten Hermann Blankenstein und Adolf Reich im Stil des Akademischen Historismus errichtet und bis 1929 vom Askanischen Gymnasium genutzt. Seit 1992 ist es Sitz der Clara-Grunwald-Schule.

## Gebäude
Das Askanische Gymnasium wurde ursprünglich als Anlage aus zwei viergeschossigen Einflügelbauten mit einer Baufläche von 909 m² in geschlossener Bauweise errichtet. Das nördliche Gebäude lag an der Halleschen Straße, der südliche Trakt an einem heute überbauten Teil der parallel verlaufenden Kleinbeerenstraße (damalige Hausnummer 2). Das Baugrundstück war 1869 von der Stadtgemeinde Berlin dem Cöllnischen Gymnasium abgekauft worden.
Das nördliche Gebäude weist eine 47 Meter lange, symmetrische Front aus gelbem Ziegelstein auf, aus der ein risalitartiger Mittelteil mit abermals abgesetztem, von Säulen flankiertem Portal hervortritt. Die Fassade wird horizontal gegliedert durch dunkle Ziegelbänder im Erdgeschoss und im ersten Stock, Stichbogenfenster vom Erdgeschoss bis zum zweiten Stock, Paare von Rundbogenfenstern im dritten Stock und Gesimse über Erdgeschoss und erstem Stock. Hohe Rundbogenfenster im Mittelteil weisen den Sitz der Schulaula aus. Die Front wird abgeschlossen durch Ornamentfriese auf blauer Grundierung unter einem hohen Steingeländer mit auskragendem Kranzgesims.
Das südliche Gebäude des Askanischen Gymnasiums wurde im Zweiten Weltkrieg zerstört.

## Nutzung
Das Askanische Gymnasium bezog als Neugründung einer humanistisch und altsprachlich geprägten Lehranstalt das Gebäude im Jahr 1875 und erwarb sich bald den Ruf eines Elitegymnasiums. Es wurde nach dem nahe der Halleschen Straße gelegenen Askanischen Platz benannt und war bis 1929 hier ansässig. Seit 1945 befindet es sich in der Kaiserin-Augusta-Straße in Berlin-Tempelhof.
Das Gebäude diente in der Folgezeit als Sitz berufsausbildender Schulen wie der Theodor-Litt-Oberschule, der nördliche Trakt später als Zweitsitz und Ausweichquartier kommunaler Schulen. Die Aula des Gebäudes wurde zwischen 1948 und 1954 auch als Kammermusiksaal genutzt, was noch heute ein entsprechender Schriftzug über dem Eingangsportal bezeugt. Seit 1992 hat hier die Clara-Grunwald-Schule ihren Sitz, die als Grundschule den reformpädagogischen Prinzipien von Maria Montessori verpflichtet ist.